# Секретариат на ЦК на КПСС
Секретариатът на ЦК на КПСС е колективен ръководен работен орган на Централния комитет на Комунистическата партия на Съветския съюз от 6/19 август 1917 г. до 29 август 1991 г. Секретарите на ЦК на КПСС са имали право да присъстват на заседанията на Политбюро на ЦК на КПСС със съвещателен глас.
Съгласно Устава на КПСС той се е избирал от пленума на ЦК на КПСС да ръководи текущата работа на партията и ЦК. В Секретариата е работел апаратът на ЦК с отраслови отдели, с чиято помощ се осъществява цялата оперативна дейност. Съставът му през годините е различен.

## История
Функциите на Секретариата са определени на заседание на Тесния състав на Централния комитет на Руската социалдемократическа работническа партия (болшевики) на 6 август (19 август) 1917 г. На същото заседание е избран първият състав на Секретариата на ЦК на РСДРП(б): Яков Свердлов, Елена Стасова, Феликс Дзержински, Матвей Муранов и Адолф Йофе. Организационната работа се ръководи от Свердлов, а първият назначен секретар е Стасова. От 1917 до 1919 г. създаденият Секретариат на ЦК е функционирал като организационен и технически апарат. На 8 март 1918 г. на своя VII конгрес РСДРП(б) се преименува на Руска комунистическа партия (болшевики) – РКП(б) и пленумът избира Секретариат на ЦК от двама души: Яков Свердлов – председател и Елена Стасова – секретар.
Секретариатът на ЦК като чисто работен орган с отдели е създаден с решение на VIII конгрес на РКП(б) през март 1919 г. През същата година положението за Секретариата е залегнало в Устава на партията. От 1919 г. в Секретариата е създадена длъжността Отговорен секретар, от 1922 до 1934 г. – Генерален секретар, от 1953 до 1966 г. – Първи секретар, а от април 1966 г. до забраната на партията през ноември 1991 г. – отново Генерален секретар на ЦК на КПСС. От 10.2.1934 до 7.9.1953 г. има само секретари на ЦК и официално не съществува по-висока длъжност за някой от тях над останалите, а фактически Секретариатът се ръководи от Йосиф Сталин до 5 март 1953 г.
След 19-ия конгрес на КПСС през октомври 1952 г. функциите на секретариата се разширяват във връзка с ликвидирането на Оргбюро на Централния комитет на Всесъюзната комунистическа партия (болшевики).
През юли 1988 г. Пленумът на ЦК на КПСС взема решение за преструктуриране на партийния апарат: значително да се намали числеността на апарата на ЦК, да се премахнат неговите секторни отдели и да се намали броят на секретарите на ЦК. През ноември в ЦК на КПСС са създадени постоянни комисии, ръководени от секретарите на ЦК. Тази мярка на практика довежда до премахването на секретариата, който вече не заседава, въпреки че формално съществува до 1991 г.

## Структура и практика на работа
От времето на Сталин Секретариатът на Централния комитет започва да включва не технически секретари, а отговорни партийни лидери, които ръководят определени области на работа. В съответствие с областите на работа секретарите на ЦК често едновременно ръководят определени отдели на Централния комитет на Всесъюзната комунистическа партия (болшевики) – Комунистическата партия на Съветския съюз (те са ръководители на отдели) или, без да ръководят отдел, координират работата на няколко отдела. Секретарите са назначени да наблюдават само индустрията, селското стопанство, работата с персонала и военно-промишления комплекс. В същото време един секретар може да контролира културата, науката, образованието и медиите.
От април 1979 г. до юни 1983 г. секретар на ЦК за военно-промишления комплекс не е назначен поради натиск от страна на министъра на отбраната Дмитрий Устинов, който след конфликти с предишния секретар Яков Рябов връща военно-промишления комплекс под свой фактически контрол. Само година и половина преди смъртта на Устинов се състои официалното назначаване на секретар на Военно-промишления комплекс – Григорий Романов, който е преместен от Ленинград.
Няма установено правило относно йерархията в ръководството на секретариата на ЦК. През различните години е било различно.
От 1934 г. няма генерален секретар на ЦК и формално един от секретарите е Йосиф Сталин. При Сталин след Великата отечествена война се появява традиция: секретарят по идеологията е вторият секретар. По това време се смята, че вторият човек в секретариата на Всесъюзната комунистическа партия (болшевики) е ръководителят на Организационното бюро на Централния комитет на ВКП (б). След смъртта на секретаря на ЦК по идеологията А. С. Щербаков на 10 май 1945 г. неговият пост е зает от Георгий Маленков. Той също така председателства заседанията на Оргбюро на ЦК. Въпреки това, на 13 април 1946 г., с решение на Политбюро на ЦК на ВКП (б), Г. М. Маленков предава, а Андрей Жданов приема ръководството на идеологическата сфера, а на 4 май 1946 г. Сталин отстранява Маленков от Секретариата на ЦК. На 2 август 1946 г. с решение на Политбюро Жданов започва да председателства заседанията на Оргбюро на Централния комитет на Всесъюзната комунистическа партия (болшевики) и по този начин става вторият човек в Секретариата на ЦК на ВКП (б).
През 50-те години, когато Н. С. Хрушчов е бил първи секретар на Централния комитет, задълженията на втори секретар на ЦК на КПСС първо се изпълняват от А. И. Кириченко (от януари 1958 г. до немилостта му през ноември 1959 г.), след това от май 1960 г. от Фрол Козлов. След като Ф. Р. Козлов получава инсулт през април 1963 г., той временно е заменен от Михаил Суслов; през юни същата година Хрушчов възлага тези задължения на Леонид Брежнев.
По времето на Л. И. Брежнев в областните, градските и окръжните комитети вторият секретар е секретар по промишлеността, а третият секретар е секретар по идеологията. Обаче на най-високото ниво на партийната йерархия (ЦК на КПСС, ЦК на комунистическите партии на републиките) е имало принцип, че секретарят по идеологията е втори секретар, следван от секретаря по промишлеността, който е трети секретар. При Брежнев това са Михаил Суслов и А. П. Кириленко, който е и председател на Военно-промишлената комисия към ЦК на КПСС. Когато е отсъствал Леонид Брежнев (а той е отсъствал повече от често от 1974 г.), заседанията на секретариата на ЦК или на Политбюро на ЦК обикновено е председателствал Михаил Суслов, а в случай на негово отсъствие – Андрей Кириленко. Според мемоарите на бъдещия секретар на ЦК на КПСС по идеологията Александър Яковлев, а след това един от отговорните работници на ЦК, ако А. П. Кириленко даде някакви заповеди, указания или команди на такива срещи, М. А. Суслов, който се завръща по-късно, предупреждава: „Не си и помисляйте да изпълнявате заповедите на Кириленко!“ (А. Н. Яковлев казва това в едно от интервютата си, показани по Централната руска телевизия).
Бившият ръководител на делата на Съвета на министрите на СССР Михаил Смиртюков на свой ред си спомня: „Когато Брежнев отпътуваше, Суслов, който обикновено ръководеше заседанията на секретариата на ЦК, започна да председателства Политбюро. А Кириленко ръководеше заседанията на Секретариата. Нещо повече, той се държеше като господар: свали сакото си и се просна в креслото си.“
Същият А. Н. Яковлев посочва, че Михаил Суслов фактически ръководи еднолично работата на Секретариата на ЦК, а „когато Суслов го няма, Андрей Кириленко ръководи Секретариата вместо него. Така Суслов, след завръщането си, първо отменя всички решения, взети без него. Той е бил много независим при вземането на решения в Секретариата.“
На извънредния пленум на ЦК на КПСС на 11 март 1985 г., посветен на избора на нов генерален секретар на ЦК на КПСС, Андрей Громико, който предлага избирането на Михаил Горбачов на този пост, изтъква като положителен момент в биографията на Горбачов, че той „председателства не само Секретариата на ЦК, но и поради болестта на Черненко заседания на Политбюро“. Фактът, че действителният втори секретар на ЦК по време на ерата на Константин Черненко е М. С. Горбачов, се доказва от факта, че той е бил секретар на ЦК по идеологията („по време на краткосрочното управление на Черненко той неофициално беше вторият човек в партията и заемаше поста секретар на ЦК на КПСС по идеологията“). По това време Григорий Романов е секретар на ЦК на КПСС за военно-промишления комплекс. Така се повтаря схемата от времето на Брежнев: секретар по идеологията – втори секретар на ЦК, секретар по промишлеността (и ВПК) – трети секретар.

## Галерия
- Ръководители на Секретариата на ЦК на РСДРП(б)/РКП(б)/ВКП(б)/КПСС
- Яков Свердлов
- Елена Стасова
- Николай Крестински
- Вячеслав Молотов
- Йосиф Сталин
- Никита Хрушчов
- Леонид Брежнев
- Юрий Андропов
- Константин Черненко
- Михаил Горбачов